# Oophaga vicentei
Oophaga vicentei es una especie de rana veneno de dardo; es endémica del centro de Panamá (Veraguas y Coclé), en ambas vertientes oceánicas.
Su hábitat natural se conforma de bosque submontano húmedo subtropical o tropical. Es una especie arbórea.
La especie está amenazada por destrucción de hábitat.